# Thraex

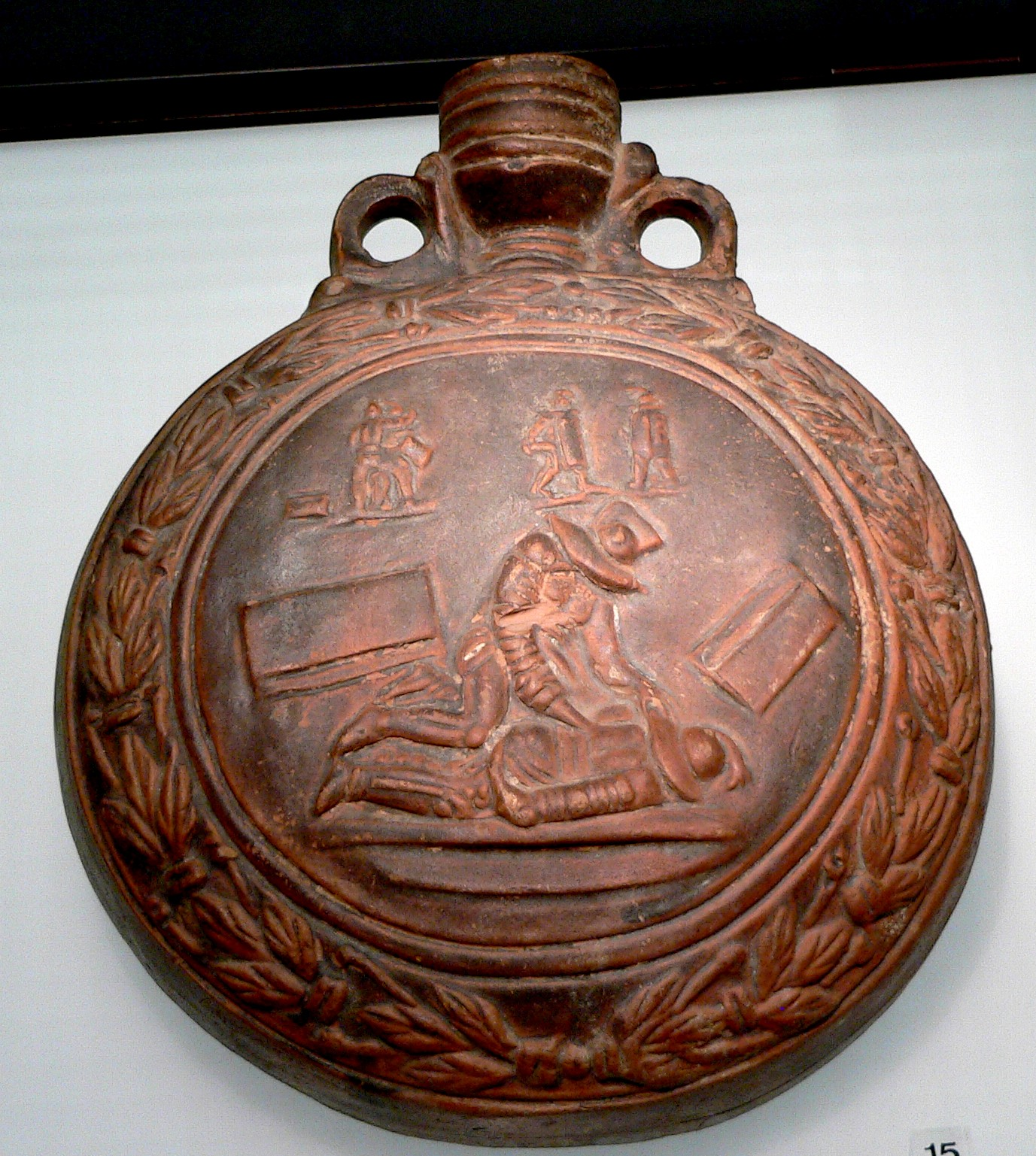
Un mirmilón (murmillo, izquierda) derrota a un tracio (thraex, tumbado), relieve sobre una cantimplora romana de terracota del o d. C. (Louvre).

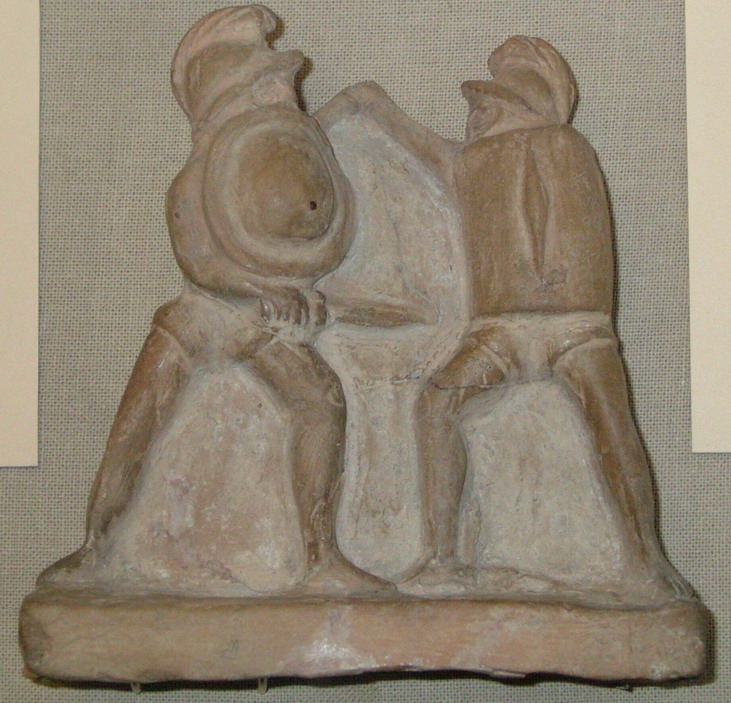
Enfrentamiento entre un hoplomaco y un tracio (derecha) (Museo Británico).

El tracio (en latín, thraex) o gladiador tracio era un tipo de gladiador de la antigua Roma, llamado así porque su armamento imitaba el de los tracios, con un pequeño escudo rectangular, cuadrado o redondo llamado parmula (de unos 60 x 65 cm) y una espada muy corta con el filo ligeramente curvado llamada sica (no muy distinta de una versión pequeña de la falx dacia) cuya finalidad era principalmente atacar la espalda desprovista de armadura de su oponente. El resto de su equipo estaba compuesto por grebas (necesarias por el pequeño tamaño del escudo), una protección para el brazo y el hombro de la espada (manica), un ancho cinturón protector (balteo) sobre el subligaculum, y un casco con penacho, visera facial, y una cresta alta.
El tracio y el hoplomaco (con equipamiento similar al de un hoplita griego) eran normalmente enfrentados contra el mirmilón, un gladiador equipado como un legionario romano, evocando una representación de guerras históricas entre romanos y enemigos de otras zonas geográficas distantes.